# Połowce-Kolonia
Połowce-Kolonia (ukr. Полівці-Колонія), Kolonia (ukr. Колонія) – dawniej samodzielna wieś na Ukrainie w rejonie czortkowskim należącym do obwodu tarnopolskiego. Po wojnie włączone do wsi Połowce; stanowi jej północną część.

## Historia
Połowce-Kolonia to dawna kolonia niemiecka i samodzielna miejscowość. W II Rzeczypospolitej stanowiły gminę jednostkową Połowce-Kolonia w powiecie czortkowskim w województwie tarnopolskim.
1 sierpnia 1934 w ramach reformy na podstawie ustawy scaleniowej weszły w skład nowej zbiorowej gminy Dżuryn, gdzie we wrześniu 1934 utworzyły gromadę Połowce-Kolonia.
Po wojnie włączone w struktury ZSRR.